# Porrona
Porrona is een plaats (frazione) in de Italiaanse gemeente Cinigiano.